# Thysanote ramosa
Thysanote ramosa är en kräftdjursart. Thysanote ramosa ingår i släktet Thysanote och familjen Lernaeopodidae. Inga underarter finns listade i Catalogue of Life.